# Le Successeur (film)
Pour plus de détails, voir Fiche technique et Distribution.
Le Successeur est un film dramatique belge-canadien-français réalisé par Xavier Legrand, sorti en 2023,, et librement inspiré du roman d’Alexandre Postel, L’Ascendant,,, publié en 2015.

## Synopsis
Heureux et accompli, Ellias devient le nouveau directeur artistique d’une célèbre maison de haute couture française. Quand il apprend que son père, qu’il ne voit plus depuis de nombreuses années, vient de mourir d’une crise cardiaque, Ellias se rend au Québec pour régler la succession. Le jeune créateur va découvrir qu’il a hérité de bien pire que du coeur fragile de son père.

## Fiche technique
Sauf indication contraire, les informations mentionnées dans cette section peuvent être confirmées par les bases de données cinématographiques IMDb et Allociné,  présentes dans la section « Liens externes ».
- Titre original : Le Successeur
- Réalisation : Xavier Legrand
- Scénario : Xavier Legrand, avec la collaboration de  Dominick Parenteau-Lebeuf[1],[2],[3]. Librement inspiré du roman d’Alexandre Postel, L’Ascendant[1],[2],[3].
- Musique : Sébastian Akchoté
- Décors : Sylvain Lemaitre
- Costumes : Caroline Bodson
- Photographie : Nathalie Durand
- Son : Paul Heymans, Thomas Gauder et Julien Roig
- Montage : Yorgos Lamprinos
- Production : Alexandre Gavras, Sylvain Corbeil, Anton Iffland Stettner et Eva Kuperman
- Sociétés de production : Metafilms, KG Productions et Stenola Productions
- Société de distribution : Haut et Court
- Budget :
- Pays de production :  France,  Canada ( Québec) et  Belgique
- Langue originale : français
- Format :
- Genre : Film dramatique
- Durée : 112 minutes
- Dates de sortie :
  - Espagne : 27 septembre 2023 (Saint-Sébastien)
  - Canada, Belgique et France : 21 février 2024

## Distribution
- Marc-André Grondin : Sébastien "Ellias" Barnès
- Yves Jacques : Dominique Duchesne
- Anne-Élisabeth Bossé : Minna Di Salvo
- Vincent Leclerc : le conseiller funéraire
- Louis Champagne : Pierre-Luc, le chauffeur
- Mireille Naggar : Marie-Odile, la voisine
- Blandine Bury : Judith Alvares
- Thierry Harcourt : le directeur de la communication
- Florence Janas : la responsable éditoriale de Harper’s Bazaar
- Anne Loiret : le médecin
- Marie-France Lambert : Christine Barnès, la mère d'Ellias

## Projet et production

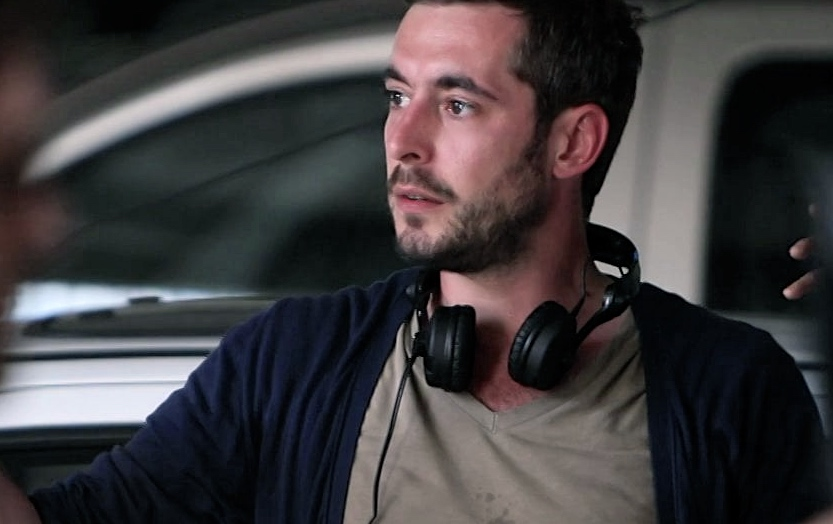
Xavier Legrand sur le tournage de "Avant que de tout perdre".

Il s'agit du second long métrage de Xavier Legrand, qui indique : « Le patriarcat, c’est le fil rouge qui traverse mon premier long métrage et celui-ci. J’avais envie de parler de la violence des hommes et de montrer comment le patriarcat peut écraser les femmes, les enfants mais aussi les hommes ».
Le Journal de Montréal  mentionne : « Pour écrire le scénario du Successeur (avec la collaboration de la Québécoise Dominick Parenteau-Leboeuf), Xavier Legrand a puisé son inspiration dans un roman d’Alexandre Postel, L’Ascendant, publié en 2015. Avec l’accord de l’auteur, le cinéaste a toutefois pris la liberté de s’approprier totalement le livre pour en faire une œuvre différente ». Le journal Le Devoir ajoute : « À la lecture du roman d’Alexandre Postel, Xavier Legrand reconnut immédiatement une partie de ses préoccupations. Le réalisateur et coscénariste  avait déjà toutefois l’intention d’intégrer à son champ référentiel d’autres éléments clés, tirés par exemple d’Hamlet et du mythe d’Œdipe. Xavier Legrand a en outre déplacé l’intrigue au Québec ».
Le tournage s'est déroulé à Paris et à Montréal durant l'hiver 2022-2023.

## Réception critique
Pour Télérama, « le cinéaste se lance dans le film de genre à l’ambiance asphyxiante et divise nos critiques » ; pour Guillemette Odicino : « Xavier Legrand ose le cinéma de genre le plus extrême, avec un mélange singulier de tragédie grecque et de conte noir, volontiers ricanant », tandis que pour  Michel Bezbakh : « rares sont les naufrages de cette ampleur. Rien ne sauve Le Successeur. Au-delà d’un scénario invraisemblable, et d’un renversement de perspective qui donne une scène terriblement grotesque, le plus stupéfiant est de ne jamais trouver la moindre idée de mise en scène un peu maline. »
Pour le magazine de cinéma en ligne indépendant  Bande à part : « La rapidité avec laquelle Xavier Legrand change de registre et de genre est fascinante. Sa mise en scène est elliptique, précise, flamboyante. [...]  De l’interprétation magistrale dominée par Marc-André Grondin et Yves Jacques à la puissance du regard sur cette histoire irregardable, le film subjugue et laisse une trace tenace ».
Pour L'Obs : « Grâce à une mise en scène redoutablement pertinente dans son jeu entre champ et hors-champ, il séquestre son héros (et le spectateur) dans les tréfonds d’un thriller familial et psychanalytique à l’infernale noirceur. Vertigineux. »